# BYD Flyer
Der BYD Flyer ist ein Kleinstwagen des chinesischen Herstellers BYD Auto.
Das einfach gehaltene Fahrzeug wurde seit 1998 als Flyer vom staatlichen Automobilhersteller Xi'an Tsinchuan Auto Co., Ltd produziert. Die Motoren stammten vom japanischen Hersteller Suzuki. Nachdem BYD im Jahre 2003 dieses Unternehmen übernommen hatte, wurde das Modell nahezu unverändert als BYD Flyer weiter produziert.
Das Modell blieb jedoch mit geringen Verkaufszahlen weitgehend unbeachtet.
Der Flyer wurde auch in Russland und der Ukraine verkauft. Ab 2008 gab es als Nachfolger den BYD F0, wobei der Vorgänger zunächst weiterhin in Xi’an gebaut wurde. Nachdem im Jahre 2010 nur noch vier Fahrzeuge verkauft werden konnten, wurde die Produktion eingestellt.